# Gus Kahn
Gus Kahn (Coblenza, Alemania, 6 de noviembre de 1886-California, 8 de octubre de 1941) fue un letrista estadounidense de origen alemán, que trabajó principalmente componiendo letras para películas de Hollywood.
Fue nominado al premio Óscar a la mejor canción original por Carioca —canción con la que trabajó junto a Edward Eliscu— para la película de 1933 Volando a Río, premio que finalmente le fue otorgado a la canción The Continental que cantaba la actriz y bailarina Ginger Rogers en la película La alegre divorciada.

## Premios y distinciones
Premios Óscar
| Año  | Categoría              | Canción                  | Película                     | Resultado |
| ---- | ---------------------- | ------------------------ | ---------------------------- | --------- |
| 1935 | Mejor canción original | «Carioca»                | Volando hacia Río de Janeiro | Nominado  |
| 1941 | Mejor canción original | «Waltzing in the clouds» | Princesita                   | Nominado  |